# Francisco Pérez Sierra

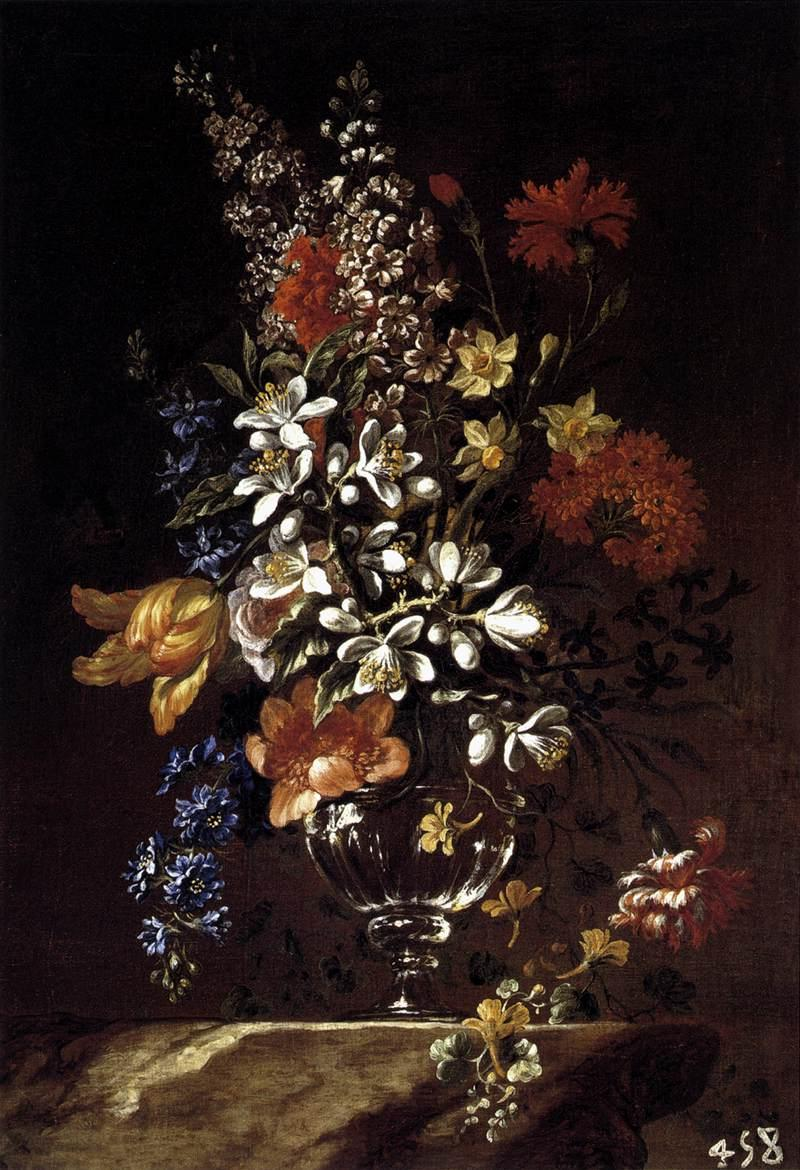
Wazon z kwiatami

Francisco Pérez Sierra (ur. w Neapolu ok. 1627, zm. w 1709 w Madrycie) – hiszpański malarz barokowy.
Urodzony w Neapolu był synem hiszpańskiego wojskowego ożenionego z córką gubernatora Kalabrii. Był uczniem Aniella Falcone w Neapolu i Juana de Toledo w Madrycie, służąc jako paź Diega de la Torre, sekretarza do spraw włoskich na dworze. Niewiele wiadomo o jego twórczości, zachowały się kompozycje kwiatowe.